# 大鱗異吻象鼻魚
大鱗異吻象鼻魚，為輻鰭魚綱骨舌魚目象鼻魚科的其中一種。分布於非洲中部及東部流域，棲息於水底，具有發電器官，用來偵測獵物，體長可達32公分。

## 外部連結
- 大鱗異吻象鼻魚的圖片 （页面存档备份，存于）